# Ines Arland

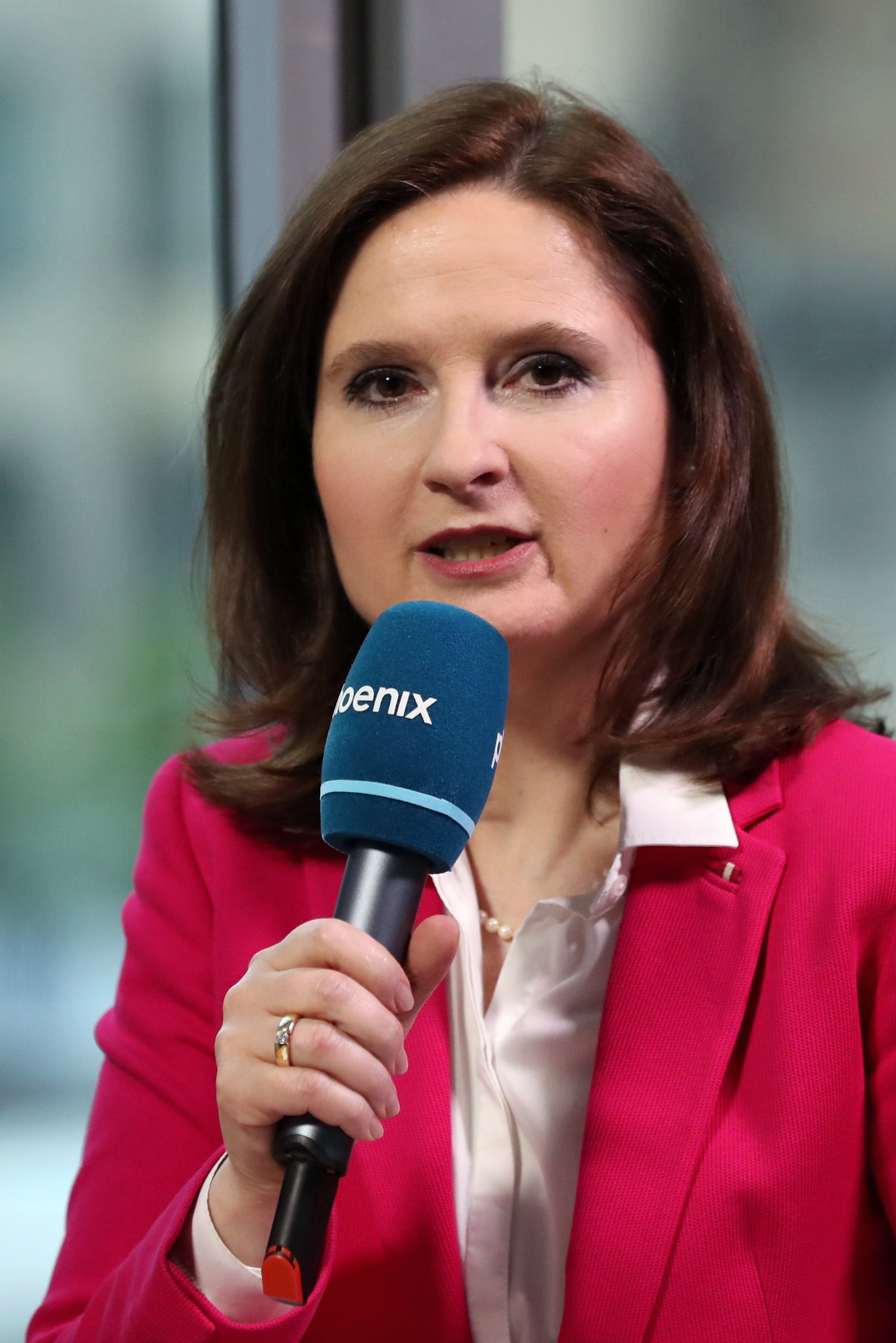
Ines Arland (2019)

Ines Arland (* 28. September 1969 in Leipzig) ist eine deutsche Journalistin und Fernsehmoderatorin.

## Leben
Nach dem Abitur 1988 an der Max-Klinger-Schule absolvierte Arland ein einjähriges Volontariat beim Rundfunk der DDR in Leipzig und Berlin. Von 1989 bis 1994 studierte sie Publizistik und Politikwissenschaft in Leipzig, Mainz und Bochum. Darauf folgte ein Volontariat bei der Deutschen Welle, für die sie anschließend als Redakteurin und Moderatorin tätig war. Ab 1997 arbeitete Arland für den WDR, 1999 wechselte sie zum Nachrichtensender Phoenix. Dort moderierte Arland unter anderem die Sendung Phoenix der Tag und eine Zeit lang auch die Phoenix Runde.